# 海洋科
海洋科（かいようか）は、海洋などの基本的な知識と技術を修得させる学科。水産科の専門科目のうち、「漁業」、「航海」、「乗船実習」、「運用」、「海事法規」などを中心に学習し、船員の基礎基本を学ぶ。
船舶職員及び小型船舶操縦者法等の法律に基づき、4級海技士または5級海技士（航海、機関および無線）の他、1級小型船舶操縦士（特定操縦含む。）（特定操縦とは釣り船など旅客船の船長としての資格）、特殊小型船舶操縦士（水上オートバイ専用の免許）が取れるところが多い。（漁業、船舶、機関系の場合）ただし本科（高校3年間）では海技士免許受験の際に筆記試験が免除されるにとどまる。実際に海技士免許取得のためには船舶において1年半以上の乗船履歴をつけた後、口述試験（面接形式の試験）に合格しなければならない。